# Будо-Бобриця
Бу́до-Бо́бриця (раніше — Бобрицька Буда, Буда-Бобрицька) — село в Україні, у Барашівській сільській територіальній громаді Звягельського району Житомирської області. Кількість населення становить 140 осіб (2001). У 1923—54 та 1958—2016 роках — адміністративний центр колишньої Будо-Бобрицької сільської ради.

## Загальна інформація
Розташоване за 53 км від Ємільчиного, за 28 км від залізничної станції Яблунець.

## Населення
Наприкінці 19 століття кількість населення становила 328 осіб, дворів — 50, у 1906 році — 319 жителів, дворів — 47, у 1923 році — 51 двір та 532 мешканці, у 1924 році — 505 осіб (з перевагою населення німецької національности), дворів — 69..
Станом на 1972 рік кількість населення становила 142 особи, дворів — 48.
Відповідно до результатів перепису населення СРСР, кількість населення, станом на 12 січня 1989 року, становила 137 осіб. Станом на 5 грудня 2001 року, відповідно до перепису населення України, кількість мешканців села становила 140 осіб.

## Історія
Поселення засноване на початку 19 століття. Наприкінці 19 століття — Бобрицька Буда (пол. Bobrycka Buda), село Барашівської волості Житомирського повіту Волинської губернії, за 72 версти від Житомира.
У 1906 році — Бобрицька Буда (рос. Бобрицкая Буда), колонія Барашівської волості (1-го стану) Житомирського повіту Волинської губернії. Відстань до губернського та повітового центру, м. Житомир, становила 64 версти, до волосного центру, с. Бараші — 12 верст. Найближче поштово-телеграфне відділення розташовувалося в містечку Іскорость.
У березні 1921 року, в складі волості, передана до новоствореного Коростенського повіту Волинської губернії. У 1923 році — колонія Буда-Бобрицька; увійшла до складу новоствореної Будо-Бобрицької сільської ради, котра, 7 березня 1923 року, включена до складу новоутвореного Барашівського району Коростенської округи, адміністративний центр ради. Відстань до районного центру, с. Бараші, становила 9 верст.
20 червня 1930 року, в складі сільської ради, передана до Пулинського району, 17 жовтня 1935 року повернута до складу Барашівського району Київської області.
В період сталінських репресій в 30-і роки минулого століття органами НКВС безпідставно було заарештовано та позбавлено волі на різні терміни 29 мешканців села, з яких 16 чол. розстріляно. Нині всі постраждалі від тоталітарного режиму реабілітовані.
На фронтах Другої світової війни воювали 37 селян, з них 15 загинули, 26 нагороджені орденами та медалями. На їх честь споруджено обеліск Слави.
В радянські часи в селі розміщувалася центральна садиба колгоспу, що обробляв 2,5 тис. земель, з них 1,8 тис. — рілля. Колгосп вирощував льон, картоплю, озимі культури. В селі були восьмирічна школа, клуб, бібліотека, медпункт, магазин.
На 1 вересня 1946 року — с. Буда-Бобриця. 11 серпня 1954 року, відповідно до указу Президії Верховної ради Української РСР «Про укрупнення сільських рад по Житомирській області», Будо-Бобрицьку сільську раду ліквідовано, село передане до складу Усолусівської сільської ради Барашівського району Житомирської області. 10 червня 1958 року, відповідно до рішення Житомирського облвиконкому № 547 «Про утворення в складі Барашівського району Будо-Бобрицької сільської ради», в с. Буда-Бобрицька відновлено сільську раду. 30 грудня 1962 року сільські ради Барашівського району передані до складу Ємільчинського району Житомирської області. Станом на 1 січня 1972 року, відповідно до довідника з адмінустрою — с. Будо-Бобриця.
28 липня 2016 року включене до складу новоствореної Барашівської сільської територіальної громади Ємільчинського району Житомирської області. Від 19 липня 2020 року, разом з громадою, в складі новоствореного Новоград-Волинського (згодом — Звягельський) району Житомирської області.